# Idaea renataria
Idaea renataria là một loài bướm đêm trong họ Geometridae.